# 850

## Догађаји
- Википедија:Непознат датум — Дански Викинзи, предвођени краљем Рориком, освајају Дорестад и Утрехт. Каролиншки цар Лотар I га признаје за владара већине Фризија.
- Википедија:Непознат датум — Глава светог Јована Крститеља је пренета у Цариград и тамо положена у придворној царској цркви. (Треће обретеније главе светог Јована Крститеља)
- Википедија:Непознат датум — Оснивање Србије под кнезом Властимиром, који је током трогодишњег рата успео да одбије бугарске нападе. Почетком осме деценије 9. века, током његове и владавине његових потомака, Срби су већински примили хришћанство.

- 1. фебруар – Краљ Рамиро I умире у својој палати у Санта Марији дел Наранко (близу Овиједа), након 8-годишње владавине. Наследио га је син Ордоњо I, као владар Астурије.
- Краљ Луј II, најстарији син Лотара I, крунисан је за заједничког цара од стране папе Лава IV у Риму и постаје сувладар Средњефраначког краљевства.
- Краљ Кенет I (такође зван Кенет Макалпин) из Албе (данашња Шкотска) напада Северну Нортумбрију у периоду од 850. до 858. године, спаљујући Данбар и Мелроуз.
- Абасидски калиф ел-Мутавакил издао је декрет којим се наређује Јеврејима и хришћанима да носе зуннар, горњу одећу боје меда и закрпе сличне значкама на одећи својих слугу.
- 6. мај – Цар Нинмјо умире након 17-годишње владавине. Наследио га је син Монтоку, као 55. цар Јапана.
- Уксмал постаје главни град велике државе у региону брда Пук на северу Јукатана (данашњи Мексико). Град је повезан насипима (сакбе) са другим важним местима Пук, као што су Каба, Сајил и Лабна.
- Кафу је (према легенди) открио етиопски пастир коза Калди у Источној Африци, који је приметио да његове козе постају енергичне након жвакања црвених бобица са одређених дивљих жбунова .
- 22. април – Гинтер постаје надбискуп Келна (данашња Немачка).
- 18. јун – Свети Перфект, хришћански свештеник у муслиманској Кордоби, погубљен је (обезглављен) након што је одбио да повуче критичке коментаре које је изнео о Мухамеду.

## Рођења
- Википедија:Непознат датум — Арнулф Корушки, краљ Немачке и цар Светог римског царства (†899)
- Википедија:Непознат датум — Арпад, први владар Мађарске (†907)